# Sergueï Bodrov (acteur)
Pour les articles homonymes, voir Sergueï Bodrov et Bodrov.
Sergueï Bodrov (en russe : Сергей Бодров), parfois appelé Sergueï Bodrov Jr, est un acteur, réalisateur et scénariste russe, né le 27 décembre 1971 à Moscou et mort dans une avalanche le 20 septembre 2002 en Ossétie du Nord,,.

## Biographie
Sergueï Sergueïevitch Bodrov (en russe : Сергей Сергеевич Бодров) est né le 27 décembre 1971 à Moscou. Il est le fils du réalisateur Sergueï Vladimirovitch Bodrov.
Après ses études secondaires au lycée spécialisé dans l'enseignement de la langue française, il intègre la faculté d'histoire de l'Université d'État de Moscou (1989-1994). Diplômé avec mention très bien il poursuit son parcours académique afin d'obtenir le titre de candidat ès sciences (qui équivaut à un PhD), qu'il obtiendra en 1998 après avoir soutenu une thèse portant sur la Renaissance italienne (sous la tutelle du professeur Victor Grachtchenkov).
Après quelques brèves apparitions devant la caméra dans les films de son père, il se révèle véritablement dans Le Prisonnier du Caucase (1996), un film d'aventure traitant de la première guerre de Tchétchénie réalisé par son père, où il joue aux côtés d'Oleg Menchikov déjà célèbre. Sa performance est récompensée par un Globe de cristal au Festival international du film de Karlovy Vary en 1996 et un Nika du meilleur acteur et le prix d'État de la fédération de Russie en 1997. Il connaît également un grand succès par ses rôles principaux dans Le Frère (1997) et Le Frère 2 (2000), dont l'action se déroule dans le milieu du crime organisé russe à Saint-Pétersbourg et à Chicago,,. Ces films sont parmi les rares à avoir marqué le cinéma de la période post-soviétique.
Sergueï Bodrov fait ses débuts d'animateur de télévision dans l'émission destinée à la jeunesse Marathon-15. En 1996-1999, il coprésente Vzgliad («Взгляд») le magazine d'information de Pierviy Kanal en direct, très populaire pendant la période juste après l'éclatement de l'URSS. 
Il apparaît également dans Est-Ouest (1999) et Le Baiser de l'ours (2002). Pour son rôle dans La Guerre (2002), il reçoit un Nika du meilleur acteur dans un second rôle. 
En 2001, il anime la première saison de l'émission de téléréalité Dernier héros diffusée sur Pierviy Kanal, équivalent de l'émission française Koh-Lanta dont le tournage se déroule sur l'île de Bocas del Toro dans la mer des Caraïbes, au nord-ouest du Panama. La même année, Les Sœurs - sa première réalisation - reçoit le grand-prix pour le meilleur début cinématographique au festival national Kinotavr et sera projetée entre autres à la 58e Mostra de Venise.
Le 20 septembre 2002, âgé de 30 ans et alors qu'il dirige le tournage de son second long métrage Le Messager (ru) au glacier de Kolka (Ossétie du Nord), Sergueï Bodrov meurt dans une avalanche qui causa la mort de 125 personnes,,.

## Filmographie

### Acteur
| Année | Titre                        | Titre original                 | Rôle                            |
| ----- | ---------------------------- | ------------------------------ | ------------------------------- |
| 1986  | Je te hais (ru)              | Я тебя ненавижу                | un garçon dans un club équestre |
| 1989  | La liberté, c'est le paradis | СЭР                            | prisonnier                      |
| 1992  | Roi blanc, dame rouge        | Белый король, красная королева | le facteur                      |
| 1996  | Le Prisonnier du Caucase     | Кавказский пленник             | Ivan Jyline                     |
| 1997  | Le Frère                     | Брат                           | Danila Bagrov                   |
| 1998  | The Stringer                 | Стрингер                       | Vadik                           |
| 1999  | Est-Ouest                    | Восток - Запад                 | Sacha Vassiliev                 |
| 2000  | Le Frère 2                   | Брат 2                         | Danila Bagrov                   |
| 2001  | The Quickie                  | Давай сделаем это по-быстрому  | Dima                            |
| 2001  | Les Sœurs                    | Сёстры                         | Danila Bagrov,                  |
| 2002  | La Guerre                    | Война                          | capitaine Medvedev              |
| 2002  | Le Baiser de l'ours          | Медвежий поцелуй               | Micha                           |

### Réalisateur et/ou scénariste
| Année | Titre            | Titre original | Fonction                                |
| ----- | ---------------- | -------------- | --------------------------------------- |
| 2001  | Les Sœurs        | Сёстры         | Réalisateur, scénariste                 |
| 2002  | Le Messager (ru) | Связной        | Réalisateur, scénariste (film inachevé) |
| 2008  | Morphine         | Морфий         | Scénariste                              |